# Paraguay
Paraguay, officieel de Republiek Paraguay (Spaans: República del Paraguay; Guaraní: Paraguái Tavakuairetã), is een land in centraal Zuid-Amerika. Het grenst in het noorden aan Bolivia, in het oosten aan Brazilië en in het zuiden en westen aan Argentinië. Het land is vernoemd naar de Paraguay-rivier, waarvan de naam op verschillende manieren wordt verklaard. In de meeste gevallen wordt een combinatie voorgesteld van termen uit de inheemse taal Guaraní die een verbinding leggen tussen "rivier" en "zee", dus "de rivier die naar de zee stroomt". De uitspraak is Paragwaj.

## Geschiedenis
De eerste Europeanen arriveerden in het begin van de 16e eeuw en stichtten in 1537 Asuncion. De stad werd het centrum van een Spaanse koloniale provincie en een centrum voor de missie van de jezuïeten in Zuid-Amerika.
Paraguay als zelfstandige staat is ontstaan op 14 mei 1811, toen het zich bevrijdde van de vroegere kolonisator Spanje. Geïnspireerd door de Franse Revolutie nam het nieuwe land als vlag van Paraguay dezelfde kleuren als de vlag van Frankrijk, die staan voor vrijheid, gelijkheid en broederschap.
In de Drievoudige Alliantie-oorlog (1865-1870) verloor Paraguay twee derde van de mannelijke bevolking en veel van zijn territorium, waarna de economie een halve eeuw stagneerde.
In de Chaco-oorlog werden grote, economisch belangrijke gebieden op Bolivia veroverd.

## Geografie
Paraguay is naast Bolivia de enige binnenstaat op het Amerikaanse continent. Het land is relatief vlak. De hoogste berg is de Cerro Peró (842 meter). Het laagste punt ligt op 46 meter op de plaats waar de Rio Paraguay en Paraná samenkomen. Dit zijn tevens de grootste rivieren van het land. Het grootste gedeelte van het land wordt ingenomen door de Chaco Boreal, onderdeel van de Gran Chaco. Dit savanne-achtige gebied met verschillende boomsoorten omvat meer dan 70% van het territorium van Paraguay, maar er woont slechts 4% van de totale bevolking. Dit komt grotendeels door het klimaat, de zomers zijn er zeer heet met soms temperaturen tot 50 graden Celsius.
Lengte landgrenzen: 3995 km,
waarvan 1880 km met Argentinië, 750 km met Bolivia en 1365 km met Brazilië.

### Steden
De hoofdstad van Paraguay is Asuncion.
Voor de lijst van de steden met meer dan 50.000 inwoners, zie Lijst van grote Paraguayaanse steden

## Bestuurlijke indeling
Paraguay bestaat uit achttien departementen.
Zie ook: Districten van Paraguay

## Bevolking
Het aantal inwoners (in 2016) van Paraguay is 6,725 miljoen
Paraguayanen zijn voor het grootste deel mestiezen, nazaten van indianen en Spaanse immigranten. Hierdoor is Spaans de officiële taal en heeft Paraguay een westerse cultuur.
Er is echter ook een grote groep Guaraní sprekende Amerindianen. Ook het Guaraní is een officiële taal in Paraguay.
Daarnaast leven er mennonieten op de Chaco Boreal. In verschillende golven emigreerden zij van de jaren 1920 vanuit Rusland, Canada en Europa naar Paraguay en stichtten er drie verschillende en deels overlappende kolonies in het noordwesten van het land. Zij spreken Duits en kennen een hoge graad van autonomie. Zie ook het hoofdartikel: Mennonieten in Paraguay.

### Religie
De grondwet van 1967 garandeert godsdienstvrijheid en erkent het katholicisme als de officiële religie. Van de bevolking is 90% katholiek. Kerkelijke indeling: één aartsbisdom (Asuncion, opgericht in 1929, was al sinds 1547 bisschopszetel), acht bisdommen, twee vrije prelaturen en twee apostolische vicariaten.
Het aantal protestanten bedraagt ca. 100 000. Zij zijn verdeeld over veertien denominaties, waarvan die van de mennonieten de grootste is.

## Bezienswaardigheden
- Jezuïetenmissies van La Santísima Trinidad de Paraná en Jesús de Tavarangue
- Itaipudam en Itaipustuwmeer

## Politiek
De Paraguayaanse regering was zwaar gecentraliseerd tot 1992. In dat jaar trad er een nieuwe wetgeving in werking waarbij de macht gedecentraliseerd werd. De president is zowel staatshoofd als hoofd van de regering en wordt net als de vicepresident eenmaal in de vijf jaar gekozen. Hij benoemt daarop het verdere kabinet van ministers.
Paraguay kent in de wetgevende macht een tweekamerparlement. De Senaat (Cámara de Senadores) bestaat uit 45 leden en wordt tegelijk met de president gekozen via een proportioneel systeem. Het Huis van Afgevaardigden (Cámara de Diputados) kent 80 leden en wordt op dezelfde manier samengesteld. Elk van de 17 departementen wordt geleid door een gekozen gouverneur.
Op 21 juni 2012 stemde het Huis van Afgevaardigden met 76 stemmen tegen 1 voor een voorstel om tegen zittend president Fernando Lugo een afzettingsprocedure in gang te zetten. Enkele uren later deelde de Senaat mee dat het proces tegen de president de volgende dag zou beginnen. De dag daarna werd Lugo afgezet; vicepresident Federico Franco werd benoemd tot zijn opvolger. Als gevolg van deze gang van zaken schrapte het Latijns-Amerikaanse samenwerkingsverband Mercosur Paraguay als lidstaat, dat daarop naar het Internationaal Gerechtshof stapte.
In 2013 werd Horacio Cartes verkozen tot president. Hij is lid van de Coloradopartij. In de nacht van 31 maart op 1 april 2017 braken rellen uit in de hoofdstad Asunción. Betogers bestormden het parlement en stichtten brand in het gebouw. Aanleiding voor de onvrede was een wetswijziging die in het geheim werd goedgekeurd door de senaat. Dat maakte het voor zittend president Cartes mogelijk om te worden herkozen. Sinds het einde van de dictatuur in 1989 mag een president in Paraguay maar één termijn aanblijven. Na de rellen vielen agenten in de ochtend het gebouw binnen van de oppositiepartij PLRA. Daarbij kwam de 25-jarige politicus Rodrigo Quintana om het leven nadat hij was geraakt door een rubberkogel. Cartes ontsloeg later zijn minister van Binnenlandse Zaken en het hoofd van de politie.
Cartes deed uiteindelijk niet mee aan de verkiezingen in 2018. Hij werd als president opgevolgd door zijn partijgenoot Mario Abdo Benítez.

## Verkeer en vervoer

### Railvervoer

#### Spoorwegen
- Totaal: 971 km
- Normaalspoor: 441 km
- Meterspoor 60 km (N.B. 70 km is industriespoor en ander geprivatiseerd spoor)

#### Tram
- Tram van Asuncion, voormalig trambedrijf

### Wegen
- Totaal: 29.500 km (1999)[9]
- Geasfalteerd: 14.986 km
- Ongeasfalteerd: 14.514 km

### Waterwegen
- 3.100 km

### Havens
- Asuncion, Villeta, San Antonio, Encarnación

### Luchthavens
In 1999 telde Paraguay 937 luchthavens. De grootste is Aeropuerto Internacional Silvio Pettirossi bij de hoofdstad Asuncion.

#### Luchthavens met geasfalteerde landingsbaan
- Totaal: 10
  - Meer dan 3047 m: 3
  - 1524 tot 2437 m: 3
  - 914 tot 1523 m: 4 (1999)

#### Luchthavens met ongeasfalteerde landingsbaan
- Totaal: 927
  - Meer dan 3047 m: 1
  - 1524 tot 2437 m: 29
  - 914 tot 1523 m: 346
  - Minder dan 914 m: 551 (1999)